# Qubadli (raion)
Qubadli, ou Qubadlı selon la graphie azérie, est un raion d’Azerbaïdjan dont le chef-lieu est la ville éponyme. Il fait partie de la région économique du Zanguezour oriental.

## Géographie
Le raion s'étend sur 802 km2 dans le sud-ouest de l'Azerbaïdjan et est frontalier de l'Arménie.

## Histoire
Au cours de la première guerre du Haut-Karabagh, le raion est occupé à partir de 1993 par la république autoproclamée du Haut-Karabagh qui l'intègre dans sa région de Kashatagh.
En octobre 2020, lors des affrontements au Haut-Karabakh, le raion est repris en partie par les troupes azerbaïdjanaises.
Le 2 novembre, le président azerbaïdjanais Ilham Aliyev annonce la prise des villages d'Ishygly, Milanli et Muradkhanli par l'armée azerbaïdjanaise. Elle est complétée le deux jours plus tard par la reprise de Bacharat, Garakichilar et Karajalli, puis le 7 novembre de Bala-Soltanli, Kazyan et Mardanli, enfin le 9 novembre, c'est au tour d'Achagi Mollu, Khojik et Yukhari Mollu d'être libérés.
Le 31 juillet 2023, le président Ilham Aliyev signe un décret portant instauration du 25 octobre comme « jour de la ville de Qubadli ».